# Academia Puertorriqueña de la Lengua Española
La Academia Puertorriqueña de la Lengua Española es una asociación de académicos y expertos en el uso del idioma español en Puerto Rico. Fue fundada en San Juan el 28 de enero de 1955. Es miembro de la Asociación de Academias de la Lengua Española.

## Académicos

### Académicos de número actuales:[1]
- Humberto López Morales
- Dennis Alicea.
- Luce López-Baralt.[2]
- Amparo Morales.
- José Ramón de la Torre.
- Eduardo Forastieri.
- José Luis Vega.
- Edgardo Rodríguez Juliá.
- Mercedes López-Baralt.
- Eduardo Santiago Delpín.
- Carmen Dolores Hernández de Trelles.
- Ramón Luis Acevedo.
- Carmelo Delgado Cintrón.
- José Jaime Rivera.
- Luis E. González Vales.
- Antonio Martorell.
- Ana Lydia Vega.
- Arturo Echavarría.
- Gervasio García.
- Magali García Ramis.
- María Inés Castro.
- Maia Sherwood.[3]
- Luis González Vales
- Arturo Echevarría
- Francisco José Ramos

### Antiguos miembros
- Samuel R. Quiñones.
- Antonio J. Colorado.
- Salvador Tió Montes de Oca.
- José A. Balseiro.
- Epifanio Fernández Vanga.
- Augusto Malaret.
- Generoso Morales.
- Evaristo Ribera Chevremont.
- Enrique Laguerre.
- José S. Alegría.
- Eugenio Fernández Méndez.
- Washington Llorens.
- Ernesto Juan Fonfrías.
- Emilio S. Belaval.
- Luis Antonio Miranda.
- Lidio Cruz Monclova.
- Rafael Arrillaga Torrens.
- Rey De La Cruz (Bronx New York)
- Francisco Lluch Mora.
- Humberto López Morales.
- Segundo Cardona.
- María Vaquero de Ramírez.
- José Ferrer Canales.
- Eladio Rivera Quiñones.
- Francisco Arriví.

### Académicos electos
- Eduardo Morales Coll.
- Arturo Dávila Rodríguez.